# 예언자의 모스크

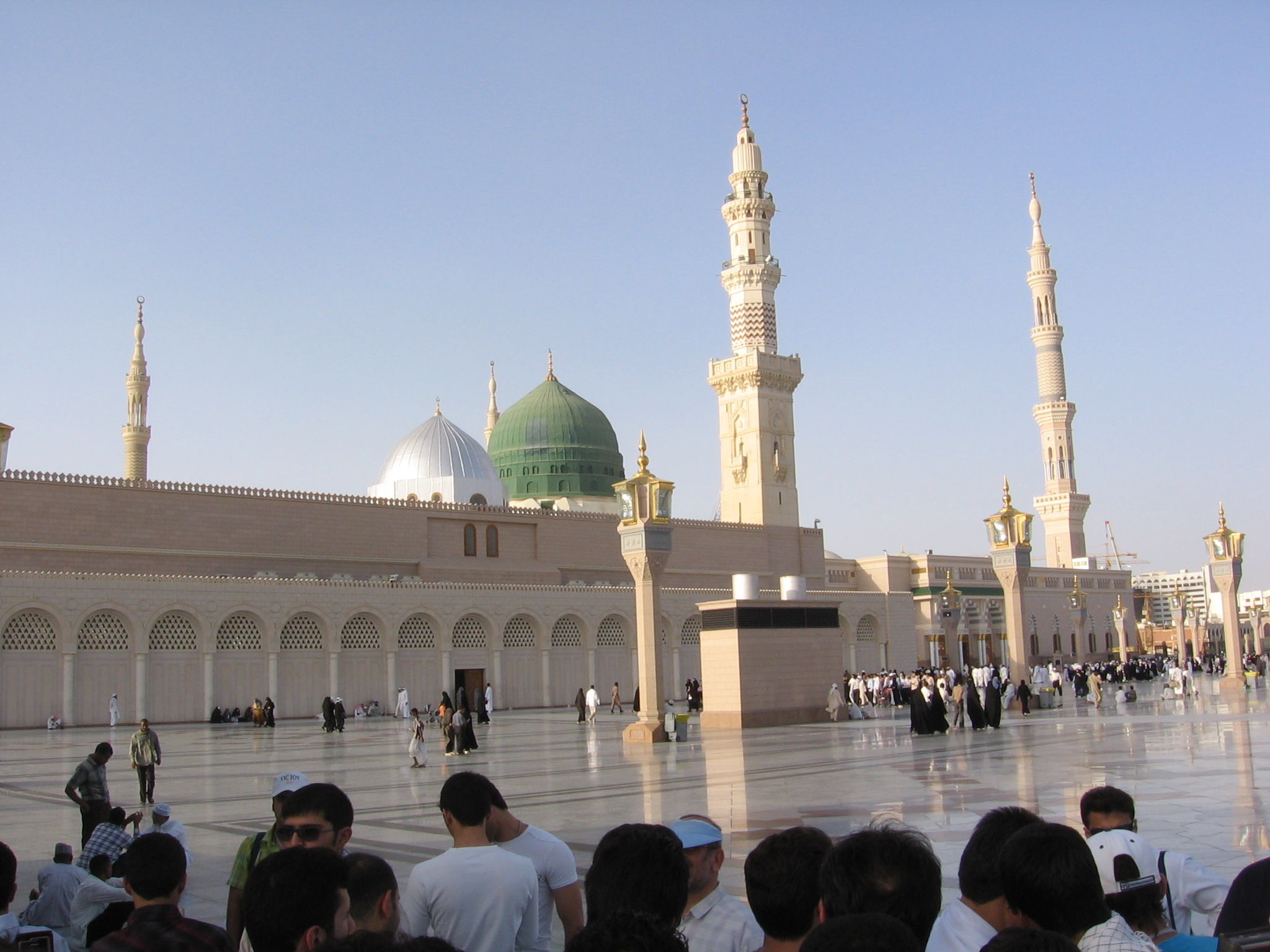
예언자의 모스크

예언자의 모스크(아랍어: اَلْمَسْجِد اَلنَّبَوِي, "알 마스지드 안 나바위")는 사우디아라비아 메디나에 있는 이슬람교 예배당이다. 모스크에서 이슬람교 제2의 성지이자 예언자 무함마드의 사당이다.
헤지라 당시 무함마드가 메디나에 도착한 이후 건설을 시작했으며, 7개월 뒤인 623년 완공되었다. 이후 8세기경 우마이야 칼리파국의 알 왈리드 1세와 아바스 칼리파국의 알마흐디의 시기에 대규모 확장 공사가 진행되었다.

## 같이 보기
- 이슬람 미술